# Prabhavatigupta
Prabhavatigupta, död 443, var en drottning i Vakatakariket i Indien som gift med Rudrasena II, och rikets regent under sin son Damodarasenas minderårighet från 385 till 405. Hon var dotter till Chandragupta II.